# 胡㻗
胡㻗（英語：Fei Wu，1994年6月22日—），別名羅駿宇，香港男演員及主持人，曾參加《2012年亞洲先生競選》、《英皇新秀歌唱大賽2015》和《2016年香港先生競選》，現為无线电视經理人合約艺员。

## 簡歷
胡㻗父親是前無綫電視藝員兼西環泰式按摩店東主胡越山，母親為蠔涌四萬呎燒烤場及茶餐廳「金喜花園」負責人 Barbi Law，哥哥則是同母異父的演員羅天宇；自己飼養一隻巴哥犬 Biggie。父母在其兩歲時離婚，曾斷絕聯絡幾年，後來因雙方做回朋友而重修父子關係。他早年就讀太古城地利亞加拿大學校，並到泰國曼谷升讀聖史蒂芬國際學校（St. Stephen's International School），此前曾往武當山上的武術學校訓練三個月，希望將來擔任動作演員；回港後主要替母親打理生意，直至2012年見兄長發展順利，便想跟隨其步伐，以別名「羅駿宇」參加《亞洲先生競選》，又用現時藝名參加《英皇新秀歌唱大賽2015》，惟於十強止步。
2016年，胡㻗再參與《香港先生競選》且奪得第四名，繼而加入無綫電視和成為旗下基本藝人合約藝員，並在同年底入讀為期3個月的演藝進修班；起初被父親反對涉足娛樂圈，不過經母親游說便逐漸接受。2018年，他跟劉穎鏇在西貢銀線灣於車上交歡達20分鐘，但女方事後否認相關報導；翌年1月轉簽無綫電視經理人合約。2020年，他在劇集《我家無難事》首次擔演要角，演出受到觀眾關注。

## 演出作品

### 電視劇
| 首播     | 劇名                           | 角色                            |
| 無綫電視 |                                |                                 |
| 2017年   | 愛·回家之開心速遞              | 記 者（第56集）                 |
| 2017年   | 愛·回家之開心速遞              | 餐廳侍應（第83集）              |
| 2017年   | 愛·回家之開心速遞              | 楊公子（第134集）               |
| 2017年   | 愛·回家之開心速遞              | Ricky（第235集）                |
| 2017年   | 愛·回家之開心速遞              | Mike（第355集）                 |
| 2017年   | 踩過界                         | 蒲 客（第3、4、22集）           |
| 2017年   | 老表，畢業喇！                 | 大快田侍應（第16、30集）        |
| 2017年   | 誇世代                         | 程 峰（第1、3、8、42集）        |
| 2017年   | 溏心風暴3                      | Issac                           |
| 2018年   | 逆緣                           | Jimmy（第15、17、18、20、22集） |
| 2018年   | 棟仁的時光                     | 男 友（第17集）                 |
| 2018年   | 宮心計2深宮計                  | 羽林軍                          |
| 2018年   | 特技人                         | Ryan（第17集）                  |
| 2018年   | 跳躍生命線                     | 司 機（第9集）                  |
| 2018年   | 兄弟                           | 金志彬（第4集）                 |
| 2018年   | 是咁的，法官閣下               | 董丹橋朋友（第20集）            |
| 2019年   | 鐵探                           | 督 察（第28、30集）             |
| 2019年   | 婚姻合伙人                     | 「千秋置業」經紀                |
| 2019年   | 白色強人                       | 謝家俊（Roy）                   |
| 2019年   | 好日子                         | 艾 Sir（第6、8集）              |
| 2019年   | 街坊財爺                       | 僱佣兵（第22、25集）              |
| 2019年   | 解決師                         | 咸 蛋                           |
| 2019年   | 牛下女高音                     | 戴展亮兒子（第25、27、30集）    |
| 2019年   | 多功能老婆                     | 石當強（第4集）                 |
| 2020年   | 大醬園                         | 義（第9、14集）                 |
| 2020年   | 法證先鋒IV                     | 莫敬超（Super）                 |
| 2020年   | 機場特警                       | 悍匪丁（第5、6集）              |
| 2020年   | 殺手                           | 保 鑣（第13、14集）             |
| 2020年   | 過街英雄                       | 隋俊偉友人（第7集）             |
| 2020年   | 愛美麗狂想曲（myTV Gold 首播） | 徐 飛                           |
| 2021年   | 失憶24小時                     | 簡柏豪                          |
| 2021年   | 逆天奇案                       | 山                              |
| 2021年   | 我家無難事                     | 郭景軒（Danny）                 |
| 2022年   | 鐵拳英雄                       | 赤靈王手下                      |
| 2022年   | 青春不要臉                     | Bowie                           |
| 2022年   | 白色強人II                     | 謝家俊（Roy）                   |
| 2023年   | 隱門                           | 關敬斌                          |
| 2024年   | 異空感應                       | 歐陽高                          |
| 邵氏兄弟 |                                |                                 |
| 2022年   | 飛虎之壯志英雄                 | 拜瑞集團宣傳總監（第17集）      |
| 2023年   | 廉政狙擊                       | 招國修                          |

### 綜藝節目
| 首播     | 節目名                         | 備註                                |
| 無綫電視 |                                |                                     |
| 2016年   | myTV SUPER呈獻：萬千星輝放暑假 | 演出嘉賓                            |
| 2016年   | 今日VIP                        | 9月8日嘉賓                          |
| 2016年   | 2016年香港先生選舉總決賽       | 進入前四強                          |
| 2016年   | 星光熠熠耀保良                 | 嘉賓                                |
| 2016年   | 跳躍飛騰TVB邁向50周年          | 演出                                |
| 2016年   | 萬千星輝賀台慶                 | 演出嘉賓                            |
| 2016年   | 歡樂滿東華                     | 演出嘉賓                            |
| 2016年   | 2017 TVB節目巡禮星光晚宴       | 嘉賓                                |
| 2017年   | 最緊要好玩                     | 演出                                |
| 2017年   | 流行經典50強                   | 演出                                |
| 2017年   | 群星拱照Big Big Channel        | 嘉賓                                |
| 2017年   | 都市閒情                       | 演出第7集（「安齡暑假冇時停」環節） |
| 2017年   | 瘋狂夏水禮2017                 | 演出第1、2集                        |
| 2017年   | 最緊要好好玩 消暑版            | 演出                                |
| 2017年   | TVB金禧晚宴暨2018節目巡禮      | 嘉賓                                |
| 2017年   | 萬千星輝賀台慶                 | 演出嘉賓                            |
| 2017年   | 歡樂滿東華                     | 演出嘉賓                            |
| 2017年   | 流行經典50年                   | 第二輯；演出                        |
| 2018年   | 降魔的 捉妖遊戲                | 演出                                |
| 2018年   | big big channel大公司周年慶    | 嘉賓                                |
| 2018年   | 街坊廚神重出江湖               | 演出助手                            |
| 2019年   | 香港唱好演唱會                 | 演出嘉賓                            |
| 為食台   |                                |                                     |
| 2017年   | 甜心教室                       | 演出（「麵包課」環節）              |

### 主持節目
| 首播          | 節目名               | 備註                                                                                              |
| 無綫電視      |                      |                                                                                                   |
| 2018 - 2019年 | Y Angle              | 8月18日加入與譚嘉儀、譚永浩、黃庭鋒、駱胤鳴、陳約臨、蘇可欣、林希靈、吳子、鄒兆霆及彭紀諺一同主持 |
| 2019年        | 金豕報歲花車巡遊匯演 | 與林溥來、邵珮詩及陳庭欣一同主持                                                                  |

### 音樂會
- 2020年5月2日：《五月情天音樂會》 [18]

## 曾獲獎項與提名
| 年份   | 獎項                                                                       | 結果 |
| 2021年 | 萬千星輝頒獎典禮2021「最受歡迎電視男角色」                                 | 提名 |
| 2021年 | 萬千星輝頒獎典禮2021「最佳男配角」                                         | 提名 |
| 2021年 | 萬千星輝頒獎典禮2021「飛躍進步男藝員」                                     | 提名 |
| 2021年 | 萬千星輝頒獎典禮2021「最受歡迎電視拍檔」（與鮑起靜、馬德鐘、車婉婉及楊明） | 提名 |

## 外部連結
- 胡㻗的Facebook專頁
- 胡㻗的Instagram帳戶
- 2016香港先生選舉 - 5. 胡㻗 Wu Fei, Fei - 型男檔案 - tvb.com （页面存档备份，存于）
- 地利亞加拿大學校校園生活照，雙手放地者為胡㻗 （页面存档备份，存于）